# Hoàng Thanh Tùng (huấn luyện viên bóng đá)
Hoàng Thanh Tùng sinh năm 1982 là một huấn luyện viên bóng đá ở Việt Nam. Sự nghiệp cầu thủ và huấn luyện viên của anh đang gắn liền với địa phương Thanh Hóa.

## Sự nghiệp
Cầu thủ
- Vua phá lưới giải hạng nhất Việt Nam năm 2003 với đội bóng Halida Thanh Hóa

Huấn luyện viên
- Lần đầu tiên dẫn dắt Thanh Hóa ở V-league 2014 thay thế Mai Đức Chung từ tháng 7/2014 đến tháng 9/2014.
- Lần thứ hai làm huấn luyện viên trưởng Thanh Hóa ở V-league 2015 thay thế Vũ Quang Bảo từ tháng 4/2015.[1]